# Historia de Togo
La historia de Togo comprende los sucesos ocurridos en el territorio de ese país africano. La historia togolesa anterior al siglo XV —época en que los portugueses llegaron al territorio— es poco conocida. En cambio, se conocen mejor los sucesos posteriores, incluidos el tráfico de esclavos, el dominio alemán y su posterior administración francesa. La actual República Togolesa obtuvo su independencia en 1960.

## Togo precolonial
Varias tribus de procedencias diversas se trasladaron al territorio que actualmente ocupa Togo desde el tiempo anterior a la llegada de los europeos. Entre ellos se encuentran los ewé de Nigeria y Benín, y los mina y guin de Ghana. Estos tres grupos se instalaron en la costa togolesa. Cuando comenzó el comercio de esclavos en el siglo XVI, los mina se beneficiaron de sus relaciones con los traficantes europeos. Se convirtieron en agentes de los europeos, de modo que se trasladaban al norte del territorio para capturar esclavos de las tribus del norte, entre ellos los kabye. Los europeos construyeron fortalezas en Elmina (Ghana) y Ouidah (Benín), pero no en Togo por cuestión de las características geográficas de la costa de la región. Durante los siguientes 200 años, la costa togolesa se convirtió en un centro principal del tráfico de esclavos. La zona fue conocida con el nombre de Costa de los Esclavos.

## Dominio colonial

### Togo bajo el dominio alemán
En un tratado de 1884, firmado en Togoville, Alemania estableció un protectorado sobre una parte del territorio togolés a lo largo de la costa y gradualmente amplió su control al interior. Dado que Togo era la única colonia alemana autosuficiente, se convirtió en una de sus colonias más importantes.

### Mandatos de la Sociedad de Naciones
El 8 de agosto de 1914, las fuerzas francesas y británicas invadieron Togolandia y las fuerzas alemanas que custodiaban la colonia se rindieron el 26 de agosto. En 1916, Togolandia fue dividida en dos zonas administrativas, una bajo control británico y otra bajo el control de los franceses. Al finalizar la Primera Guerra Mundial, Togolandia se convirtió formalmente en un mandato de la Sociedad de Naciones, dividido para objetivos administrativos entre Francia y el Reino Unido. 

#### Togo Occidental
Después de la Segunda Guerra Mundial, el mandato de Togolandia pasó a las Naciones Unidas, igualmente bajo administración del Reino Unido y Francia. Durante el mandato y los períodos de administración fiduciaria, Togo Occidental fue administrado como la parte de la Costa de Oro británica. En diciembre de 1956, los residentes de la Togolandia británica optaron por incorporarse a la Costa de Oro como parte de la naciente Ghana.

#### Togolandia Francesa
Por el estatuto en 1955, Togolandia Francesa se convirtió en una república autónoma dentro de la unión francesa, aunque esta retuvo su estatuto de administración fiduciaria de las Naciones Unidas. Una asamblea legislativa elegida por sufragio universal tenía a su cargo la administración interior del territorio, y poseía un órgano ejecutivo encabezado por un primer ministro responsable ante la legislatura. Estos cambios fueron encarnados por la constitución aprobada en el referéndum de 1956.

## Proceso de independencia
La Segunda Guerra Mundial coincidió con un período de paz en Togo. Después del armisticio firmado en junio de 1940, el país fue puesto bajo el control de la Francia de Vichy. La frontera entre la antigua Costa de Oro y Togo estaba bloqueada, por lo que este último recibía provisiones muy rara vez. Una de las primeras consecuencias de la Operación Torch, el 8 de noviembre de 1942 fue la detención de comerciantes alglófilos en Togo, entre ellos Sylvanus Olympio. Sin embargo, como el África Occidental Francesa se incorporó a la guerra, sus fronteras se abrieron poco a poco y los sospechosos fueron liberados. 
En 1945, la Carta de las Naciones Unidas estableció un régimen tutelar en aras de favorecer la evolución de los pueblos hacia la capacidad de administrarse ellos mismos. Togo fue una de las primeras colonias europeas en África en establecer sus propias instituciones políticas y electorales. Los partidos políticos del país trabajaron activamente en el cambio de estatuto del país, pero se dividieron en dos facciones, opuestos en sus objetivos. Por un lado, se encontraba el Comité de la Unidad Togolesa (Comité de l'unité togolaise, CUT), que era partidario de la reunificación de Togo —dividido en dos mandatos, uno británico y otro francés— y la autonomía. Por otro lado se encontraba el Partido Togolés del Progreso (Parti togolais du progrès, PTP), que se convirtió posteriormente en el Movimiento Popular Togolés (Mouvement populaire togolais, MPT), que demandaba la abolición de la tutela de Naciones Unidas y el establecimieno de una asociación más estrecha con Francia. 
En 1956, el primer ministro y jefe de gobierno togolés, fue elegido por la Asamblea Nacional de Togo, y la república autónoma se dotaba poco a poco de poderes más amplios. El mismo año, después de un referendo, el territorio togolés administrado por el Reino Unido se incorporó a la Costa de Oro, y a la independencia de esta colonia, quedó unida a la república ghanesa. Los ewé rechazaron esta unión porque implicaba la partición de su territorio, que hasta antes de la llegada de los europeos comprendía la región entre Notsé y la ribera del río Volta. Este asunto es motivo de tensiones periódicas entre Ghana y Togo. 
En las elecciones del 27 de abril de 1958, el CUT obtuvo la victoria y Sylvanus Olympio fue elegido primer ministro togolés. En 1958, un nuevo referéndum, organizado bajo la égida de la Organización de las Naciones Unidas (ONU), permitió al Togo francés acceder a la independencia como una república en el seno de la Comunidad Francesa. En febrero de 1960, Sylvanus Olympio rehusó la propuesta del presidente ghanés, Kwame Nkrumah, para unir Togo y Ghana. 
El 27 de abril de 1962, Togo obtuvo su independencia; para septiembre de ese año, el país tenía un representante en la ONU. Las elecciones presidenciales de ese año dieron el triunfo a Sylvanus Olympio, por encima de Nicolas Grunitzky —candidato apoyado por Francia— en unos comicios supervisados por la ONU.

## Primeros años de independencia
Olympio dirigió la redacción de la Constitución de la República Togolesa, que se convirtió en una democracia presidencialista con Olympio a la cabeza. El carácter autoritario del gobierno de Olympio provocó el descontento del norte del país, que apoyaba un gobierno dominado por los ewe en la región de Lomé. Tres años más tarde, Sylvanus Olympio rechazó la incorporación al ejército del país de soldados que habían servido al ejército francés en la Guerra de Argelia. Estos soldados, en su mayoría pertenecientes al pueblo kabyé del norte del país, encabezaron un golpe de Estado la noche del 12 de enero de 1963. Al día siguiente, un grupo de militares afines a Gnassingbé Eyadema asesinaron al presidente Olympio. 
Un comité militar insurrecto acudió a Nicolas Grunitzky, que fue elegido presidente del país en 1963. Entre los primeros actos de la presidencia de Grunitzky se cuenta la adopción de una nueva constitución para Togo. El nuevo presidente dirigió el país de un modo un poco más liberal que su antecesor, y aceptó la formación de partidos opositores. Sin embargo, las dificultades políticas continuaron en el país y el 13 de enero de 1967, los militares llegaron de nuevo al poder. La constitución fue suspendida y la Asamblea Nacional de Togo fue disuelta. Kléber Dadjo ocupó de modo provisional el puesto de primer ministro. El teniente coronel Étienne Gnassingbé Eyadéma, perteneciente al pueblo kabyé, tomó el poder e impuso un nuevo gobierno dominado por personalidades provenientes también del norte de Togo.
Eyadéma disolvió el parlamento, prohibió los partidos políticos y asumió la presidencia del Estado y del Gobierno.

## Régimen de Eyadéma

### La Tercera República
En las postrimerías de 1979, Eyadéma declaró la instauración de una tercera república en Togo, que conllevaría la transición hacia un régimen civil con un gabinete formado por civiles y militares. Eyadéma obtuvo el 99,97% de los votos en las elecciones presidenciales de 1979 y 1980, en las que no tuvo opositores. la nueva constitución del país dotaba a la República Togolesa de una nueva Asamblea Nacional, que serviría principalmente como cuerpo consultivo. Eyadéma fue reelecto en 1986 para un período de 7 años, con 99,5% de los votos, en otras elecciones sin oposición. El 23 de septiembre de 1986, un grupo de más de 60 togoleses disidentes armados del Movimiento por la Democracia de Togo (Mouvement Togolais pour la Démocratie, MTD) incursionaron en Lomé desde Ghana, en un intento por acabar con el régimen de Eyadéma. La incursión de estos opositores no tuvo éxito. El 28 de septiembre Zaire envió tropas a apoyar al gobierno.

### Muerte de Eyadéma
El presidente Eyadéma murió el 5 de febrero de 2005 a bordo de un avión que se dirigía a Francia para recibir tratamiento por un infarto. Se dice que  Gnassingbé mató a más de quince mil personas durante su dictadura. Su hijo Faure Gnassingbé, exministro de obras públicas, minas y telecomunicaciones del país, fue nombrado presidente por el ejército de Togo tras el anuncio de la muerte de su padre. Sin embargo, bajo la presión internacional de la Unión Africana y las Naciones Unidas, que denunciaron la transferencia del poder de padre a hijo como un golpe de Estado, Gnassingbé se vio obligado a dimitir el 25 de febrero de 2005, poco después de aceptar la candidatura para presentarse a las elecciones de abril. El vicepresidente Bonfoh Abbass fue nombrado presidente interino hasta la toma de posesión del ganador de las elecciones del 24 de abril. En cuanto a los resultados oficiales, el ganador de las elecciones fue Gnassingbé, que obtuvo el 60% de los votos. Sin embargo, el líder de la oposición, Emmanuel Bob-Akitani, cuestionó las elecciones y se declaró ganador con el 70% de los votos. Tras el anuncio de los resultados, las tensiones estallaron, muriendo un centenar de personas. El 3 de mayo de 2005, Gnassingbé prestó juramento y prometió concentrarse en "la promoción del desarrollo, el bien común, la paz y la unidad nacional".

## Faure Gnassingbé en el poder (2005-presente)
En agosto de 2006, el presidente Gnassingbé y miembros de la oposición firmaron el Acuerdo Político Global (GPA), que puso fin a la crisis política desencadenada por la muerte de Eyadéma en febrero de 2005 y el proceso electoral viciado y violento que siguió. El GPA preveía un gobierno de unidad de transición cuyo objetivo principal sería preparar las elecciones legislativas de referencia, programadas originalmente para el 24 de junio de 2007. El líder del partido opositor de la RCA y abogado de derechos humanos Yawovi Agboyibo fue nombrado primer ministro del gobierno de transición en septiembre de 2006. Leopold Gnininvi, presidente del partido CDPA, fue nombrado ministro de Estado de Minas y Energía. El tercer partido de oposición, UFC, encabezado por Gilchrist Olympio, se negó a unirse al gobierno, pero accedió a participar en la comisión electoral nacional y en el comité de seguimiento del Diálogo Nacional, presidido por el presidente de Burkina Faso, Blaise Compaore.
Las elecciones parlamentarias se llevaron a cabo el 14 de octubre de 2007. Olympio, quien regresó del exilio para hacer campaña, participó por primera vez en 17 años. El partido gobernante, Reunión del Pueblo Togolés (RPT), obtuvo la mayoría de los escaños parlamentarios en las elecciones. Los observadores internacionales declararon que la elección fue "en gran medida" libre y justa. A pesar de estas garantías, el secretario general del partido opositor Unión de Fuerzas para el Cambio (UFC) declaró inicialmente que su partido no aceptaría los resultados de las elecciones. El Sr. Olympio afirmó que los resultados de las elecciones no representaban adecuadamente la voluntad de los votantes, y señaló que la UFC recibió casi tantos votos como el RPT, pero que debido a la forma en que se diseñó el sistema electoral, la UFC obtuvo muchos menos escaños.
En abril de 2015, el presidente Faure Gnassingbe fue reelegido para un tercer mandato. En febrero de 2020, Faure Gnassingbé fue nuevamente reelegido para su cuarto mandato presidencial. La oposición tenía muchas acusaciones de fraude e irregularidades.La familia Gnassingbé ha gobernado Togo desde 1967, lo que significa que es la dinastía más duradera de África.